# Blur
A Blur egy angol alternatív rockegyüttes, melyet 1989-ben alapítottak Colchesterben. Négy tagja változatlan: Damon Albarn (ének), Graham Coxon (gitár), Alex James (basszusgitár), és Dave Rowntree (dobok). Első albumuk, a Leisure 1991-ben jelent meg, és a Madchester valamint a shoegazing stílus jegyeit viselte magán. Sikerük a kilencvenes évek folyamán egyre nagyobb lett, nekik is köszönhető, hogy a britpop világszerte elterjedt. Még egy csatát is vívtak az Oasis együttessel (ez volt a A britpop csatája). A kilencvenes évek végére stílusukba egyre több indie, elektronika, és némi gospel szövődött. Legismertebb számuk, a Song 2 is ekkor született. 2002-ben Graham Coxon elhagyta a zenekart, éppen a Think Tank című stúdióalbum készítése közben. 2009-ben Graham visszatért és több koncertet adtak az eredeti felállásban, két új dalt is készítettek (Fool's Day, Under The Westway), majd 2015-ben megjelent a The Magic Whip, 2023-ban pedig a The Ballad of Darren című nagylemez.

## Történet

### A megalakulás évei: 1989-1991
Damon Albarn és Graham Coxon gyermekkori barátokként találkoztak Alex James-szel, aki a londoni Goldsmith Főiskolára járt 1988-ban. Albarn már ekkor benne volt egy Circus nevű együttesben, ahol Dave Rowntree is dobolt. Miután a gitárosuk kiesett, szerződtették Graham Coxont. Decemberben megint kiesett két tag, ekkor bevették maguk közé Alex James-t, és új nevet is választottak maguknak: ez lett a Seymour, J.D. Salinger egyik műve után. Első élő fellépésükre 1989-ben került sor, s ezután több helyszínen is játszottak. Ekkor vette őket észre a Food Records menedzsere, aki szerződést ajánlott nekik. Egyedül a zenekar nevével nem voltak kibékülve. Az általuk benyújtott listáról végül is a Blur nevet választották, s már ezen a néven kötötték meg a szerződést 1990 márciusában.
Márciustól júliusig csak turnéztak és próbálgatták az új számokat. Első kiadványuk a She's So High volt 1990 novemberében, mely a brit lista 48. helyéig jutott. Második kislemezük kiadásával eleinte gondok voltak, de egy producer, Stephen Street segített nekik a munkában, és kiadták a következőt is: ez lett a There's No Other Way, mely nagy sláger lett, és a lista előkelő nyolcadik helyéig jutott. Ennek hatására a Blur igen népszerű lett, és a londoni zenészkörök is befogadták őket maguk közé.
A kezdeti sikerek nem tartottak sokáig. A harmadik kislemez, a Bang ugyanis kiábrándítóan teljesített. Ez ahhoz vezetett, hogy saját stílusukon kicsit változtatniuk kellett. Ekkor azonban már készült az első nagylemezük, a Leisure, mely oly mértékben átíródott, hogy Albarn gyakorta a stúdióban írta meg a dalszövegeket. A debütáló lemez végül 1991-ben jelent meg s a lista hetedik helyéig jutott.

### A britpop-évek: 1992-1996
1992-re a zenekar mintegy hatvanezer fontos adósságot halmozott fel. Hogy kiegyenlítsék a számlát, turnéra indultak az Amerikai Egyesült Államokba. Ennek beharangozásaként jelent meg a Popscene kislemez, mely egy fordulópont volt az együttes hangzásvilágában. Az amerikai turné testileg és lelkileg is megviselte őket, mindannyian hazavágytak Angliába, különösen Albarn, aki képtelen volt dalszövegeket írni, ha nem a saját hazájában készíti őket. Azonban amikor hazaértek, azt kellett tapasztalniuk, hogy már egy másik zenekar, a Suede örvend nagy népszerűségnek. 1992 végén egy gyenge szereplésük azzal fenyegetett, hogy a kiadó szerződést bont velük. Újabb váltásra volt hát szükségük, melyben a klasszikus brit popzene formavilágát kívánták megörökíteni.
1992 decemberére gyakorlatilag kész volt a második lemez (Modern Life Is Rubbish), azonban a kiadó szerint nem volt rajta elég sláger, így visszaküldte azt átdolgozásra. Belementek, és Albarn írt egy slágerszámot (For Tomorrow) rá. Ez mérsékelten sikeres volt, de elég volt ahhoz, hogy a Modern Life Is Rubbish 1993 májusi megjelenéséig a köztudatban tartsa a Blurt.
Sokkal nagyobb sikert ért el az 1994-es Parklife album, melynek első száma, a Girls And Boys hatalmas siker lett. A Parklife album az első helyig jutott, és kilencven hétig volt a slágerlistán. Még két sikeres kislemez jött ki erről az albumról: a To The End és a Parklife. Az 1995-ös BRIT Awards-on négy díjat is kaptak.
Már ekkor elkezdték az új lemez, a The Great Escape munkálatait, melyen már több, harmadik személyben íródott dalszöveg is található. Első kislemeze a Country House volt, mely az Oasisszel folytatott csatájuk egyik alapköve lett. Ugyanis a két zenekar közt szabályos háború alakult ki, és az Oasis egy napon jelentettemeg saját kislemezét (Roll With It) a Country House-szal. A csatából a Blur került ki győztesen, az ő kislemezükből ugyanis 274000 fogyott, szemben az Oasis 216000-jével. Ezzel a teljesítménnyel egyébként a Blur első listavezető kislemezét készítette el. Ám ezzel még nem volt vége: a The Great Escape ugyan első lett Nagy-Britanniában, de számottevő világsikerre nem tett szert; ezzel szemben az Oasis (What's the Story) Morning Glory? című lemeze az egész világon nagy siker lett. A Blur megnyerhette tehát a csatát, de a háborút elvesztette.

### A britpop után: 1996-2000

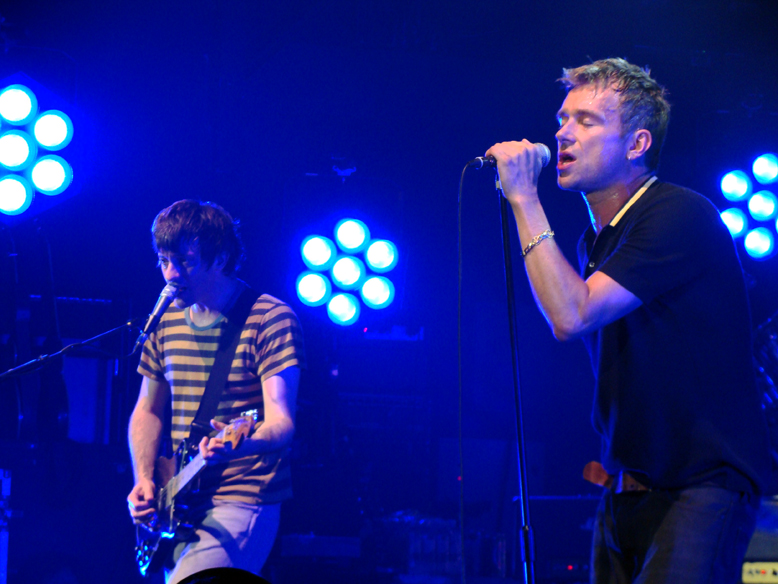
Graham és Damon

1996-tól kezdve az együttesen belül a válság jelei kezdtek mutatkozni. Alex James és Graham Coxon botrányos magánéletet éltek, utóbbi az alkoholizmus jeleit is mutatta magán. Stílusuk ekkoriban megint változott: a britpopot feladták az alternatív rockért cserébe. 1996-ban az olasz tévében playbackre kellett játszaniuk, mert James és Coxon egyszerűen nem jelentek meg a felvételen. Helyettük egy papírmasé báb és egy road volt látható.
Coxon és Albarn is egyre inkább az underground irányzatok felé kacsintgattak. Mindketten úgy látták, hogy igazán jól csak valami félelmetessel érezhetik magukat. Így hát új lemezük felvételeit Londonban kezdték, de Izlandon fejezték be, távol a britpoptól. Bár sokan féltek tőle, új albumuk, a Blur sikeres lett a régi rajongók körében is. Első kislemeze, a Beetlebum, rögtön a lista élén nyitott. Habár hazájában nem teljesített valami jól, nemzetközi szinten ez lett az egyik legsikeresebb lemezük. Ez valószínűleg a második kislemez, a Song 2 világsikerének volt köszönhető. A kislemez megjelenése után kilenc hónapos világkörüli turnéra indultak.
1998-ban jelent meg a japán piac számára a legsikeresebb számaik remixeit tartalmazó Bustin' + Dronin' album. Ugyanebben az évben Coxon saját szólóalbumot jelentetett meg. 1999-ben egy teljesen új koncepciójú lemezük jött ki (13), melyen Coxon zenei világa ötvöződött az érzelmes Albarn-szövegekkel. Annak ellenére, hogy két igencsak jó kislemez jött ki róla (Tender, Coffee & TV), megosztotta a kritikusokat.

### Szólókarrierek, Coxon kiválása, szünet: 2001-2008
Hosszas szünet után 2002-ben tűnt úgy, hogy folytatják a munkát. Ám a projekt meghiúsult, mivel egy számot akartak írni a NASA Mars-felderítőjének, mely azonban küldetését nem teljesíthette. Ugyanebben az évben nekiláttak Marokkóban az új lemez készítésének, de Coxon egyre kevésbé volt hajlandó együttműködni. Ennek egyik oka alkoholizmusa volt, a másik pedig az, hogy nem akart együtt dolgozni a lemez producerével, Fatboy Slimmel. Végül kijelentette, hogy kilép az együttesből. Az új lemezen (Think Tank) mindössze a legutolsó számban (Battery in your Leg) hallható a gitárszólója, mely Albarn szerint az egyetlen szám, amely a zenekarról íródott.
Ugyanebben az évben megjelent egy limitált kislemez (Don't Bomb When You're The Bomb), mely a rajongóknak nagy csalódást okozott. Hangzásvilága elektronikus volt, ők pedig olyasvalamire számítottak, mint a korai évek lemezei. Albarn megnyugtatta őket, hogy a lemez már ilyen lesz. A Think Tank 2003-ban jelent meg, s Coxon hiánya miatt majdnem az egészet Albarn írta. A lemez hangzásvilága sokat merít az afrikai és a közel-keleti dallamokból. Nem lett nagy siker, bár Nagy-Britanniában listavezető is volt. Három kislemez jött ki róla: (Out Of Time, Crazy Beat, Good Song).
2004-ben felröppent a hír, hogy Coxon esetleg visszatér és készítenek egy új albumot. Ezt azonban gyorsan megcáfolták: Albarn épp a Gorillaz-projekt új lemezén dolgozott, emellett más jellegű elfoglaltságai is voltak. Ugyanekkor Albarn kijelentette: Coxon helyére nem vesznek fel másik gitárost, mert ő pótolhatatlan. Ha nem tér vissza, nem is folytatják.
2007-ben ismét felmerült, hogy folytatják, s hogy októberben jön egy új lemez. Ám kiderült, hogy munkaebédeken túl eddig még semmilyen komolyabb lépést nem tettek meg. 2008-ban egy interjúban Damon Albarn kijelentette, hogy valószínűleg nem lesz folytatás, mert szerinte őt mindenki utálja a zenekarban.

### Visszatérés
2008. november 25-én megtört a jég Albarn és Coxon közt, mikor Albarn "Monkey: Journey To The West" operájának londoni előadásán újra találkoztak.
Albarn bejelentette, újra összeállnak 2009-ben, és meglátják, mi sül ki belőle.
2008 decemberében meghirdettek egy Blur koncertet 2009. július 3-ára a londoni Hyde Parkba. Miután az erre a koncertre szóló jegyek 2 perc alatt elfogytak, újabb dátumot jelöltek meg július 2-ára, szintén a Hyde Parkba, valamint további fellépések is várhatóak.
A két Hyde parkos fellépés anyagából megjelent egy koncertlemez, valamint egy dupla dvd is No Distance Left To Run címmel (egyik lemezen a koncertfelvétel szerepel, a másikon pedig egy dokumentumfilm a zenekarról, melyet a magyar Titanic Filmfesztiválon is bemutattak 2010-ben).
2010. április 17-én hét év után új kislemezzel jelentkeztek Fool's Day címmel. A dal 1000 példányban került kiadásra a nemzetközi Record Store Day alkalmából, ezzel segítve a független kis lemezboltokat a nagy multikkal szemben. Másnap felkerült a Blur honlapjára is a Fool's Day, így bárki ingyen letölthette azt. Az NME-nek azt nyilatkozták, hogy a jövőben több kislemezt is kiadnak majd, ám új album továbbra sincs tervben, mivel a tagokat jelenleg lekötik a saját dolgaik. Például Damon Albarn a Gorillazzal és újabb operán dolgozik.
2012-ben újabb pletykák kezdődtek egy lehetséges új lemezről. William Orbit (producer) a twitteren és a facebookon írt róla, hogy stúdióban van a tagokkal, egy későbbi interjúban pedig Graham Coxon azt nyilatkozta, hogy biztosan lesz új album, ám egy másik interjúban Alex James azt mondta, hogy nem lesz, így ez továbbra is kérdéses.
Február 19-én Damon és Graham a War Child nevű koncerten léptek fel, ahol 3 dalt adtak elő, köztük egy újat is Under The Westway címmel. Két nappal később életműdíjjal (Outstanding Contribution to Music) jutalmazták őket a 32. Brit Awards díjátadón, és egy 5 számos (Girls & Boys, Song 2, Parklife, Tender, This Is A Low) minikoncerttel léptek fel. Továbbá elvállalták a 2012-es londoni Nyári Olimpiai Játékok záró koncertjét, így augusztus 12-én újra a Hyde Parkban játszanak majd, 80000 ember előtt (a vendégzenekar a The Specials és a New Order lesz). Emellett fellépnek európai fesztiválokon, a svéd Way Out és a dán Smukfest jelentette be őket.
2013. augusztusára a Sziget Fesztivál meghirdetett egy magyarországi koncertet.

## Diszkográfia

### Nagylemezek
- Leisure (1991)
- Modern Life Is Rubbish (1993)
- Parklife (1994)
- The Great Escape (1995)
- Blur (1997)
- 13 (1999)
- Think Tank (2003)
- The Magic Whip (2015)
- The Ballad of Darren  (2023)

### Válogatásalbumok
- The Special Collector's Edition (1994)
- Live at the Budokan (1995)
- Bustin' + Dronin' (1998)
- The Ten Year Limited Anniversary Box Set (1999)
- The Best of Blur (2000)
- Midlife: A Beginner's Guide to Blur (2009)
- All the People: Blur Live at Hyde Park (2009)
- Blur 21 (2012)
- Parklive (2012)

### Kislemezek
- She's So High (1990)
- There's No Other Way (1991)
- Bang (1991)
- Popscene (1992)
- For Tomorrow (1993)
- Chemical World (1993)
- Sunday Sunday (1993)
- Girls & Boys (1994)
- To The End (1994)
- Parklife (1994)
- End of a Century (1994)
- Country House (1995)
- The Universal (1995)
- Stereotypes (1996)
- Charmless Man (1996)
- Beetlebum (1997)
- Song 2 (1997)
- On Your Own (1997)
- M.O.R. (1997)
- Tender (1999)
- Coffee & TV (1999)
- No Distance Left To Run (1999)
- Music Is My Radar (2000)
- Out Of Time (2003)
- Crazy Beat (2003)
- Good Song (2003)
- Fool's Day (2010)
- Under the Westway/The Puritan (2012)

## Videó kiadványok
- Starshaped (VHS: 1993, DVD: 2004) (turnéfilm)
- Showtime (VHS: 1995) (élő fellépések)
- No Distance Left to Run (DVD: 1999) (the making of)
- Blur: The Best of (DVD & VHS: 2000) (videóklip válogatás)
- No Distance Left to Run (DVD: 2009) (dokumentumfilm)

## Díjak
- 1994: Q Awards – Legjobb album (Parklife)
- 1994: Smash Hits Awards – Legjobb alternatív zenekar, Legjobb album (Parklife)
- 1995: Brit Awards – Legjobb zenekar, Legjobb album (Parklife), Legjobb dal (Parklife), Legjobb brit videó (Parklife)
- 1995: NME Awards – Legjobb zenekar, Legjobb koncertzenekar, Legjobb album (Parklife)
- 1995: Q Awards – Legjobb album (The Great Escape)
- 1996: Ivor Novello Awards – Legjobb zeneszerző (Noel Gallagherrel együtt díjazva)
- 1999: Q Awards – Legjobb jelenlegi zenekar
- 2000: NME Awards – Legjobb zenekar, Legjobb dal ("Tender")
- 2003: Q Awards – Legjobb album (Think Tank)
- 2003: South Bank Show Awards – Legjobb album (Think Tank)
- 2009: MOJO Awards – Inspiration Award
- 2009: PRS for Music Heritage Award
- 2010: NME Awards – Legjobb élő fellépés (Blur at Hyde Park)
- 2012: Brit Awards – Életműdíj

## Fordítás
- Ez a szócikk részben vagy egészben  a   Blur_(band) című angol Wikipédia-szócikk fordításán alapul.  Az eredeti cikk szerkesztőit annak laptörténete sorolja fel. Ez a jelzés csupán a megfogalmazás eredetét és a szerzői jogokat jelzi, nem szolgál a cikkben szereplő információk forrásmegjelöléseként.